# Монтескальозо
Монтескальозо (итал. Montescaglioso) — коммуна в Италии, расположена в регионе Базиликата, подчиняется административному центру Матера.
Население составляет 10 112 человек (на 2004 г.), плотность населения составляет 58 чел./км². Занимает площадь 173 км². Почтовый индекс — 75024. Телефонный код — 0835.
Покровителем населённого пункта считается святой Рох. Праздник ежегодно празднуется 20 августа.